# Naja ashei
Naja ashei, tambien coneguda com a "Cobra escupidora d'Ashe" o "Cobra escupidora geganta", es tracta una espècie de serp del gènere Naja, de la família Elapidae i és considerada la cobra escupidora més gran del món.

## Troballa i distribució
La serp va ser descrita per primera vegada pels naturalistes Wüster i Broadley, l'any 2007, i es pot trobar en el sud-est asiàtic als següents països: Cambodja, Laos, Tailàndia i el Vietnam.

## Hàbitat i característiques
Es tracta d'una espècie de serp verinosa, que pot mesurar entre 1,2 i 2 metres.